# 関修一
関 修一（せき しゅういち、1946年 - ）は、日本の男性アニメーター、キャラクターデザイナーである。東京都大田区出身。

## 経歴・人物
1966年、日本デザインスクールグラフィックデザイン科入学。在学中の1967年、TCJ（現・エイケン）に入社する。当初は、美術として背景などを描いていたものの、動画マンが手薄とのことで『サスケ』で初めて動画として参加する。
その後、原画マンを経て、『忍風カムイ外伝』で初のキャラクターデザインを担当する。『世界名作劇場』を始め、日本アニメーションの作品で数多くのキャラクターデザインを担当した。
1970年にエイケンを退社後、フリーランスとして幅広いジャンルの作品に参加している。「せきまろ」の別名義もある。
2024年、『東京アニメアワードフェスティバル2024』において功労部門を受賞。

## 参加作品

### テレビアニメ
1968年
- サスケ（動画）

1969年
- 忍風カムイ外伝（美術〈キャラクターデザイン〉）

1971年
- 新スカイヤーズ5（原画）
- アンデルセン物語（作画設定）

1973年
- 山ねずみロッキーチャック（原画）

1974年
- 小さなバイキングビッケ（ - 1975年、キャラクターデザイン、動画チェック）
- アルプスの少女ハイジ（原画）

1975年
- アラビアンナイト シンドバッドの冒険（キャラクターデザイン）

1976年
- まんが世界昔ばなし（ - 1979年、キャラクターデザイン・演出・原画）

1977年
- リトル・ルルとちっちゃい仲間（キャラクターデザイン）
- シートン動物記 くまの子ジャッキー（原画）

1978年
- ペリーヌ物語（キャラクターデザイン・作画監督・レイアウト）

1979年
- トンデモネズミ大活躍（原画）

1980年
- トム・ソーヤーの冒険（キャラクターデザイン・作画監督）

1981年
- 家族ロビンソン漂流記 ふしぎな島のフローネ（キャラクターデザイン）
- ワンワン三銃士（ - 1982年、キャラクターデザイン・作画監督）
- 名犬ジョリィ（ - 1982年、キャラクターデザイン）

1982年
- 南の虹のルーシー（キャラクターデザイン・OP原画）

1983年
- ミームいろいろ夢の旅（ - 1985年、キャラクターデザイン）
- 子鹿物語（ - 1985年、キャラクターデザイン・作画監督）

1984年
- リトル・エル・シドの冒険（キャラクターデザイン）

1986年
- オズの魔法使い（ - 1987年、キャラクターデザイン）
- 宇宙船サジタリウス（ - 1987年、キャラクターデザイン）
- ボスコアドベンチャー（ - 1987年、キャラクターデザイン）

1987年
- 瞳のなかの少年 十五少年漂流記（キャラクターデザイン）
- グリム名作劇場（ - 1988年、キャラクターデザイン）

1988年
- 新グリム名作劇場（ - 1989年、キャラクターデザイン）
- がんばれ!盲導犬サーブ（キャラクターデザイン）

1990年
私のあしながおじさん（キャラクターデザイン）
1991年
- おちゃめなふたご クレア学院物語（キャラクターデザイン）
- トラップ一家物語（キャラクターデザイン・ED原画）
- わたしとわたし ふたりのロッテ（ - 1992年、キャラクターデザイン）

1992年
- 妖精ディック（キャラクターデザイン）
- 大草原の小さな天使 ブッシュベイビー（キャラクターデザイン）
- フランダースの犬 ぼくのパトラッシュ（ - 1993年、キャラクターデザイン）

1998年
- バーバパパ 世界をまわる（作画監督・原画）

1999年
- 週刊!ストーリーランド（ - 2001年、キャラクター）

2001年
- ふぉうちゅんドッグす（キャラクターデザイン）

2002年
- ウミガメと少年（キャラクターデザイン）

2003年
- アストロボーイ・鉄腕アトム（原画）

2004年
- ファンタジックチルドレン（原画）
- ブラック・ジャック（原画）

2005年
- ドラえもん（原画）
- 交響詩篇エウレカセブン（原画）
- ぼくの防空壕（キャラクターデザイン）

2006年
- ワンワンセレプー それゆけ!徹之進（キャラクターデザイン）
- ロケットガール（原画）

2007年
- REIDEEN（原画）
- ふたつの胡桃（キャラクターデザイン）
- トランスフォーマー アニメイテッド（ - 2009年、日本側キャラクター&プロップデザイン協力・原画）
- ファイテンション☆デパート（『アームズラリー』キャラクター原案）
- やっとかめ探偵団（キャラクターデザイン・OP/ED作画監督・原画）

2008年
- RD潜脳調査室（原画）
- キクちゃんとオオカミ（キャラクターデザイン・原画）

2009年
- ルパン三世VS名探偵コナン（原画）
- 青い瞳の女の子のお話（原画）
- ご姉弟物語（ - 2010年、キャラクターデザイン）

2010年
- ルパン三世 the Last Job（原画）
- 戦国BASARA弐（原画）

2011年
- ペルソナ4（原画）

2012年
- アマガミSS+ plus（原画・OP原画）

2014年
- いなり、こんこん、恋いろは。（OP原画）

2024年
- ザ・ファブル（原画）

### OVA
- 仏典物語（キャラクターデザイン）
- セロひきのゴーシュ（キャラクターデザイン）学研アニメ
- たまゆら〜卒業写真〜  第2部 響 -ひびき-（2015年、原画）

### 劇場アニメ
1990年
- ペリーヌ物語（キャラクターデザイン）

1993年
- MOTHER 最後の少女イヴ（キャラクターデザイン）

1995年
- 2112年 ドラえもん誕生（原画）

1996年
- MEMORIES 大砲の町（原画）

1997年
- エルマーのぼうけん（キャラクターデザイン）

2004年
- ドラえもん のび太のワンニャン時空伝（原画）

2006年
- 映画ドラえもん のび太の恐竜2006（原画）

2009年
- 映画ドラえもん 新・のび太の宇宙開拓史（原画）
- 劇場版ヤッターマン 新ヤッターメカ大集合! オモチャの国で大決戦だコロン!（原画）

2010年
- 昆虫物語 みつばちハッチ〜勇気のメロディ〜（原画）

2013年
- 映画ドラえもん のび太のひみつ道具博物館（原画）

2014年
- 映画ドラえもん 新・のび太の大魔境 〜ペコと5人の探検隊〜（原画）

2020年
- レベッカ（キャラクターデザイン）

## 挿絵
- 写楽ホーム凸凹探偵団シリーズ（作・那須正幹）

## 原画展
丸善日本橋店3階ギャラリー
- 2009年4月29日（水） - 5月5日（火）
- 2010年7月14日（水） - 7月20日（火）
- 2012年4月4日（水） - 4月10日（火）
- 2013年5月1日（水） - 5月7日（火）
- 2014年4月30日（水） - 5月6日（火）
- 2019年5月1日（水） - 5月7日（火）

ギャラリー・ZERO（伊東市八幡野）
- 2013年3月21日（木） - 4月1日（月）

## 画集
- 『関修一の世界 キャラクターデザイン・ワンダーランド』（2014年、東京書籍）